# سد ناواکرادا
سد ناواکرادا (به اسپانیایی: Embalse de Navacerrada) یک مخزن سد در اسپانیا است که در مادرید (بخش خودمختار) واقع شده‌است.